# ۱۹۰ (قمری)
۱۹۰ (قمری)، صد و نودمین سال در گاهشماری هجری قمری است. اول محرم این سال برابر با اول دسامبر سال ۸۰۵ میلادی است.